# Taishō-Universität

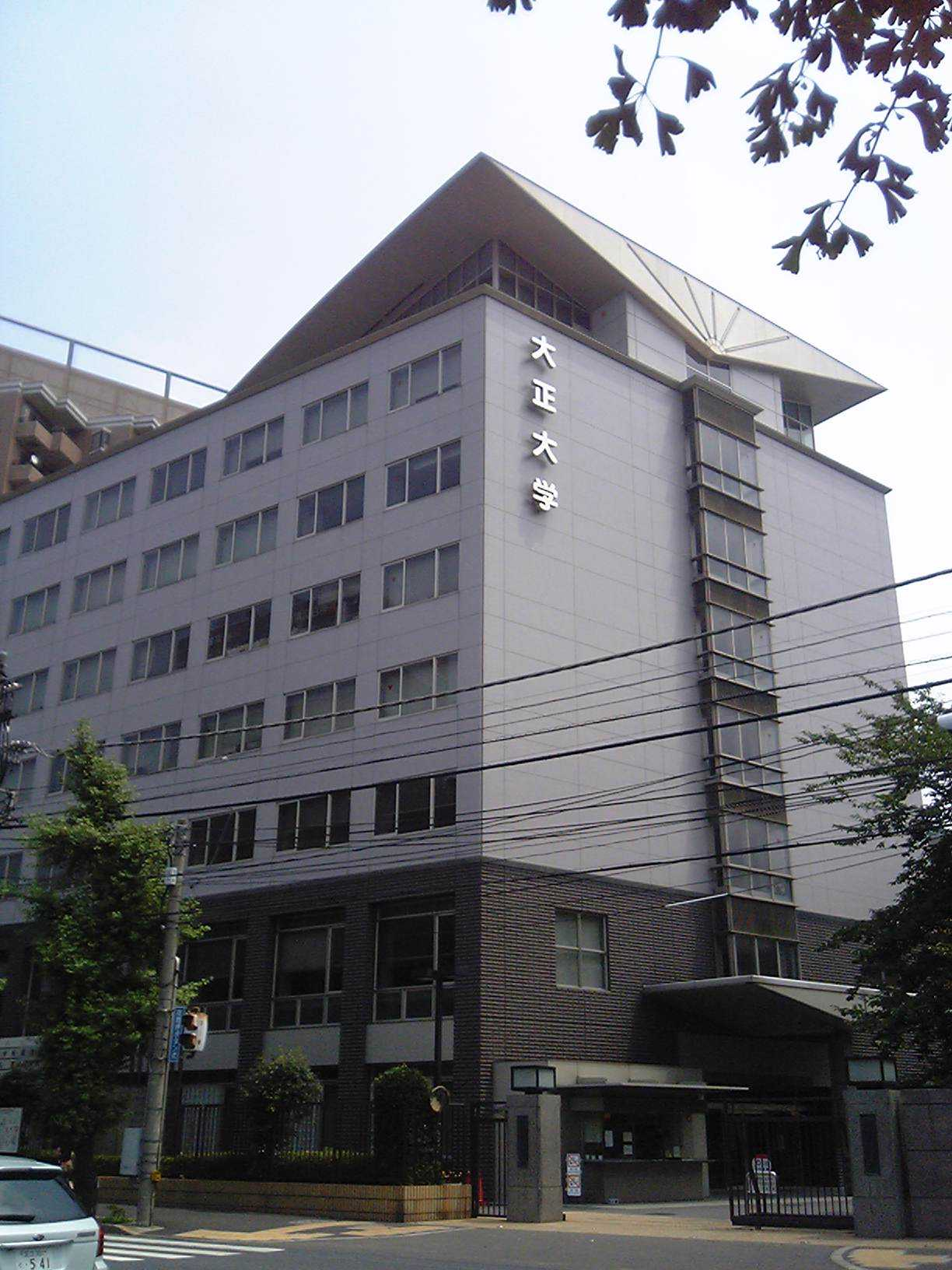
Sugamo-Campus

Die Taishō-Universität (jap. 大正大学, Taishō daigaku) ist eine private buddhistische Universität in Japan. Der Hauptcampus liegt in Nishi-Sugamo, Toshima (Präfektur Tokio).

## Geschichte
Die Universität wurde im letzten Jahre der Taishō-Zeit (1926) durch den Zusammenschluss der drei buddhistischen Hochschulen gegründet. Die drei waren:
- die Tendai-shū-Hochschule (天台宗大学, Tendai-shū daigaku, gegründet 1885),
- die Buzan-Hochschule (豊山大学, Buzan daigaku, gegründet 1887 und getragen von Shingon-shū Buzan-ha), und
- die Religiöse Hochschule (宗教大学, Shūkyō daigaku, gegründet 1887 und getragen von Jōdo-shū).

1943 wurde die Chizan-Fachschule (智山専門学校, Chizan semmon gakkō, gegründet 1914 und getragen von Shingon-shū Chizan-ha) zur Taishō-Universität zusammengelegt.
Die Universität hatte zuerst nur eine Fakultät: Geisteswissenschaften. 1949 wurde sie unter dem neuen japanischen Bildungssystem reorganisiert und in zwei Fakultäten geteilt: Buddhismuskunde und Geisteswissenschaften. 1968 wurde das alte Hauptgebäude (gebaut 1908 als Hauptgebäude der Religiösen Hochschule) entfernt; nur das Vordach ist noch im Freilichtmuseum Meiji Mura erhalten. 1993 wurde die Fakultät für Buddhismuskunde zur Fakultät für Humanwissenschaften verändert. 2010 wurden zwei Fakultäten hinzugefügt: Buddhismuskunde und Ausdrucksstudien.

## Fakultäten
- Humanwissenschaften
- Geisteswissenschaften
- Ausdrucksstudien (jap. 表現学部)
- Buddhismuskunde